# 圖爾凱韋
圖爾凱韋（匈牙利語：Túrkeve）是匈牙利的城鎮，位於該國東部，由亞斯-瑙吉孔-索爾諾克州負責管轄，面積236.52平方公里，2011年人口8,878，其中約四分之一居民信奉基督教。